# (541100) 2018 RQ10
(541100) 2018 RQ10 es un asteroide perteneciente al cinturón de asteroides descubierto el 28 de octubre de 2005 por el equipo del Mount Lemmon Survey desde el Observatorio del Monte Lemmon, Arizona, Estados Unidos.

## Designación y nombre
Designado provisionalmente como 2018 RQ10.

## Características orbitales
2018 RQ10 está situado a una distancia media del Sol de 2,731 ua, pudiendo alejarse hasta 3,312 ua y acercarse hasta 2,150 ua. Su excentricidad es 0,212 y la inclinación orbital 11,86 grados. Emplea 1648,81 días en completar una órbita alrededor del Sol.

## Características físicas
La magnitud absoluta de 2018 RQ10 es 17,1. 